# Batalla de Sierra de Bullones
La batalla de la Sierra de Bullones fue el primer gran combate entre el Reino de España y el Sultanato de Marruecos en el marco de la guerra de África.
La batalla se libró el 9 de diciembre de 1859, cuando las fuerzas marroquíes de Muley-el-Abbas atacaron posiciones españolas. El general Juan Zavala de la Puente, comandante de la segunda división española, fue en auxilio de las posiciones españolas y consiguió repeler a los atacantes. Su distinguida acción le valió el marquesado de Sierra Bullones. También se destacó el militar barcelonés Enrique Bargés Pombo, quién recibió la Cruz Laureada de San Fernando de 1ª clase.